# Větrný mlýn Rätsepa
Větrný mlýn Rätsepa nazývaný také Větrný mlýn Harju-Rätsepa, estonsky Rätsepa tuulik nebo Harju-Rätsepa tuulik, je větrný mlýn u vesnice Rätsepa na ostrově Hiiumaa v kraji Hiiumaa v Estonsku.

## Další informace
Větrný mlýn Rätsepa je sloupový větrný mlýn, který byl postaven v roce 1892. Konstrukce mlýna je dřevěná a zakotvená v naskládaných kemenech. Na místě je také houpačka a posezení. Od roku 1999 je mlýn památkově chráněn. V létě se na místě občasně konají různé kulturní akce.

## Galerie

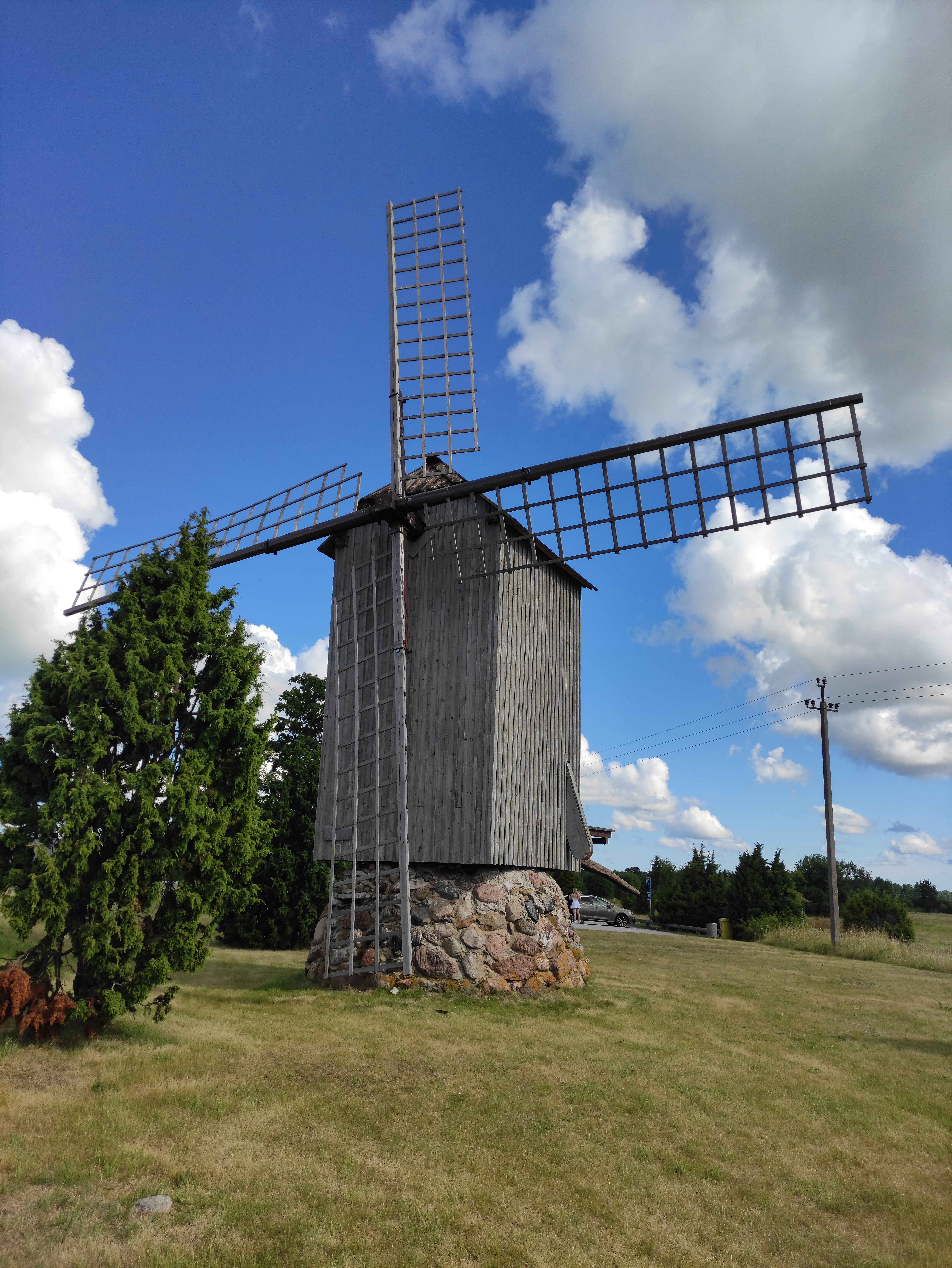
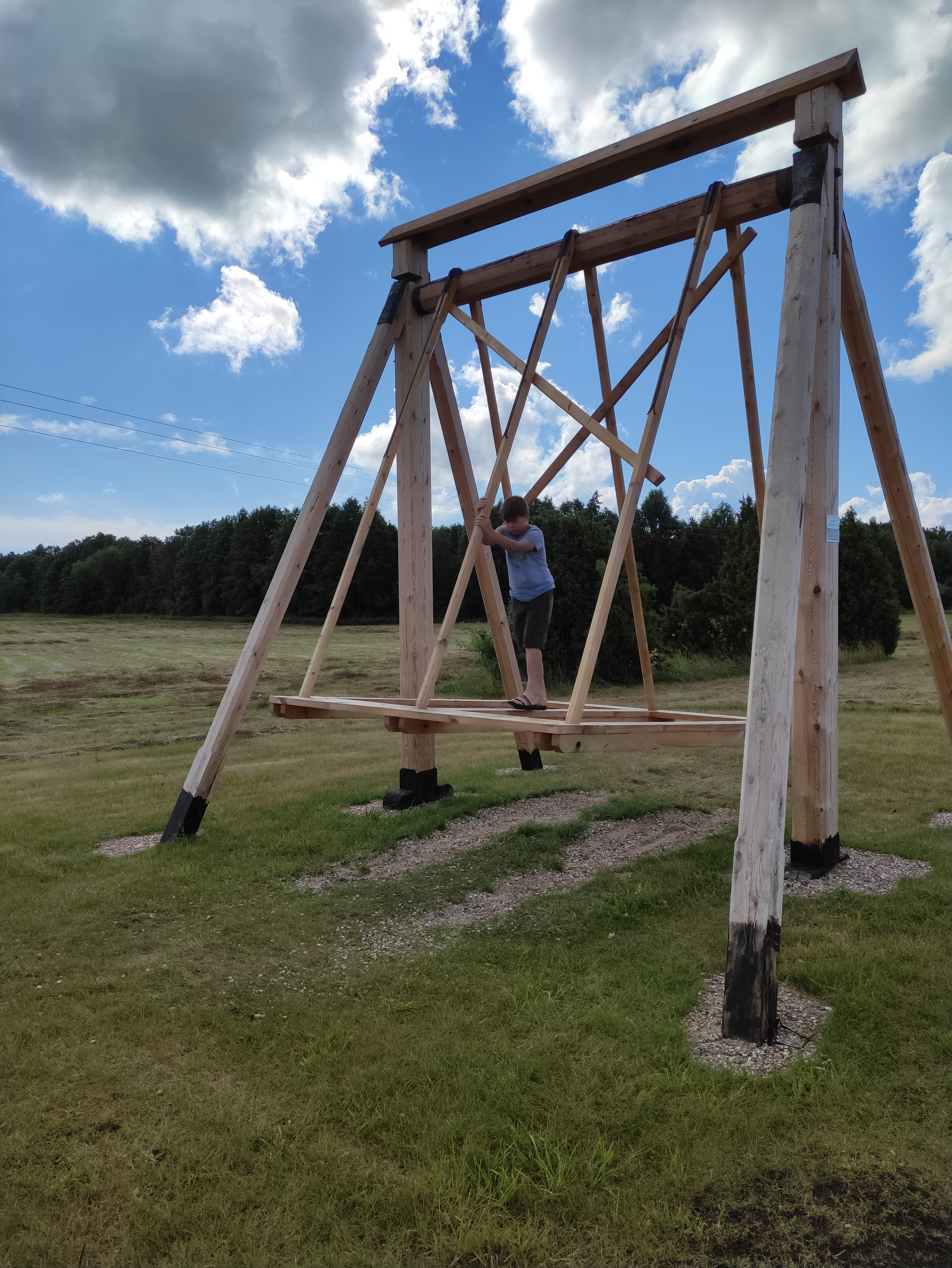